# Château des Hautpoul
Ne doit pas être confondu avec Château d'Hautpoul.
 (juin 2019).
Le château des Hautpoul est un château fort situé à Rennes-le-Château, dans l'Aude en Occitanie. Il ne faut pas le confondre avec le château d'Hautpoul dans le Tarn, même si la famille d'Hautpoul a possédé les deux.

## Historique
Au XIIIe siècle le château s'implante dans le périmètre d'un ancien oppidum.
Construit en ville près de l'église Sainte-Marie-Madeleine, c'est le dernier bâtiment datant de l'ancienne cité médiévale de Rennes-le-Château. Les premières pierres du château datent du XIIIe siècle, mais il ne subsistent quasiment rien de l'époque. Il y avait d'abord deux châteaux à Rennes-le-Château, mais l'un d'eux fut rasé par Simon de Montfort lors de la croisade contre les albigeois. Le château passa de la maison Trencavel à la famille Gilbert de Voisins (alliée de Simon de Montfort). Pierre II de Voisins fit alors réparer le château endommagé lors de la croisade.
En 1361, les fortifications du château et du bourg sont endommagées à la suite d'un siège.
Mais en 1376, Henri de Trastamarre et ses soldats assiégèrent la ville, et Pierre III de Voisins dû se rendre. Rennes-le-Château fut rasé et le château de nouveau endommagé. Fin XIVe siècle, Jeanne de Voisins apporte en dot à Sicard de Marquetave le village. Puis c'est leur fille, Blanche de Marquetave qui épouse Pierre d'Hautpoul en 1422. C'est ainsi que le château arrive aux mains des Hautpoul,.[source insuffisante]
Lorsqu'en 1573, les huguenots mirent Rennes-le-Château à sac, le château des Hautpoul ne fut pas touché. Le château fut rénové et agrandi aux XVIe et XVIIe siècles.
Le dernier seigneur de Rennes-le-Château fut François d'Hautpoul,  marquis de Blanchefort, seigneur de Saint-Just, de Bézu, de Rennes-les Bains et de Granès. En 1816, la dernière héritière de la branche des Hautpoul-Rennes, Marie-Anne Élisabeth d'Hautpoul, fille de François d'Hautpoul, fit faillite, ce qui entraîna la vente, au profit de ses domestiques, du château, dans lequel elle continua toutefois à vivre seule avec deux domestiques, jusqu'à sa mort le 20 mai 1820. Le château passa entre d'autres mains et se délabra ; il est aujourd'hui en cours de restauration.
La famille d'Hautpoul a continué à prospérer mais plus dans cette région.

## Description
Le château, remanié au XVIe siècle, présente plus un aspect résidentiel que défensif, bien que l'on puisse observer la présence de bouches à feu.Le sous-sol possède de superbes salles voutées de l'époque wisigothique.

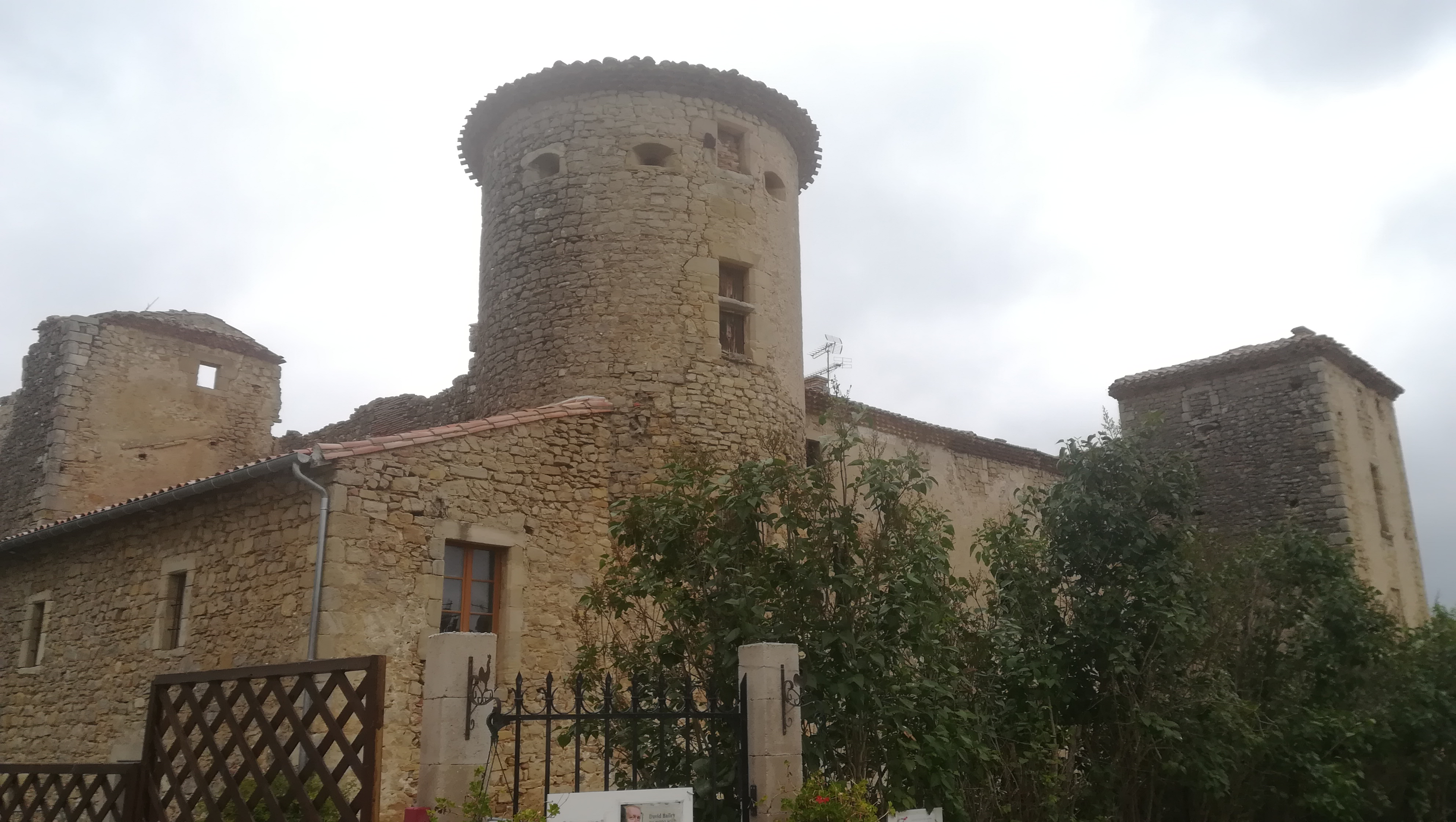
Vue d'ensemble.
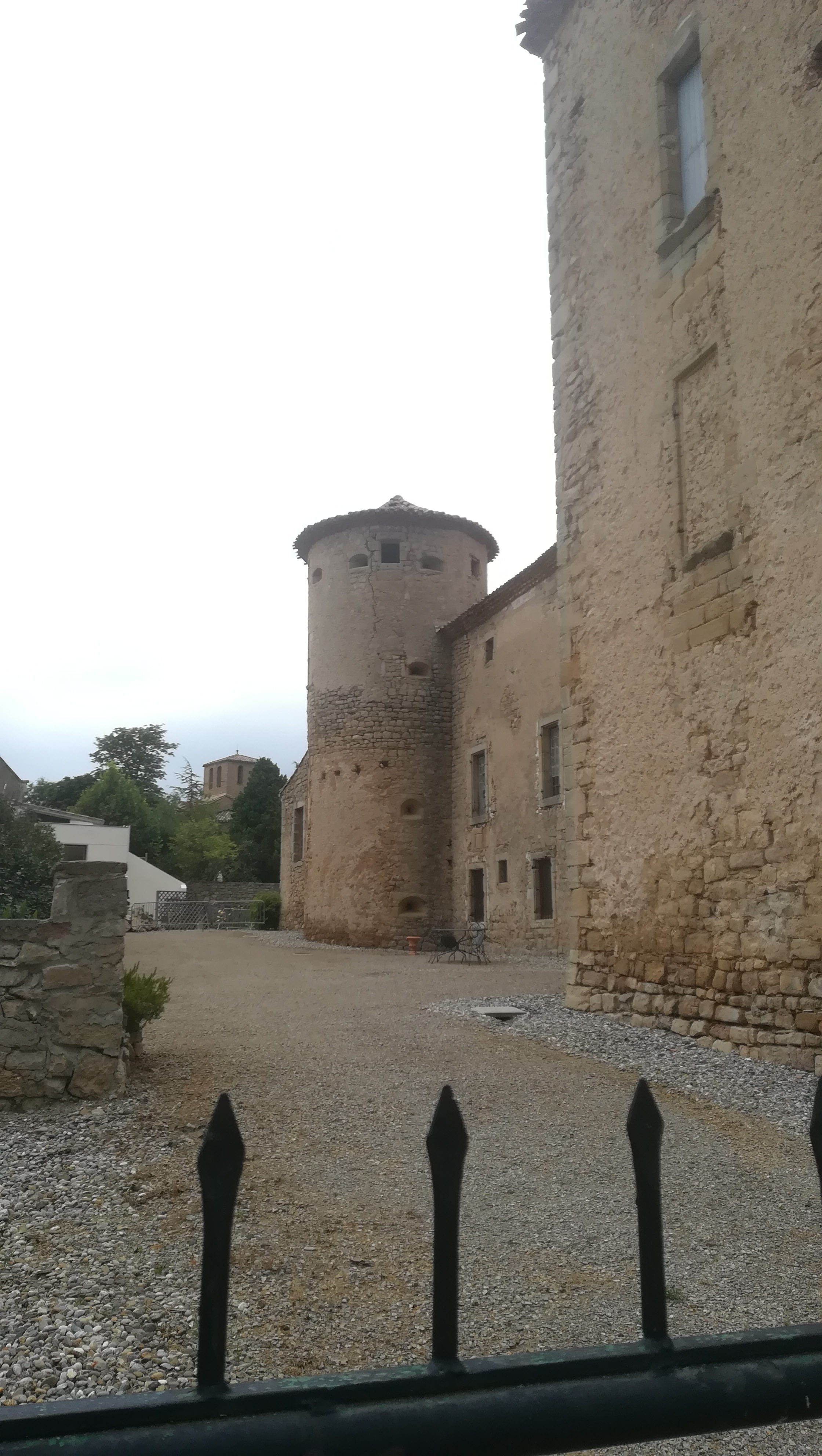
La façade principale.
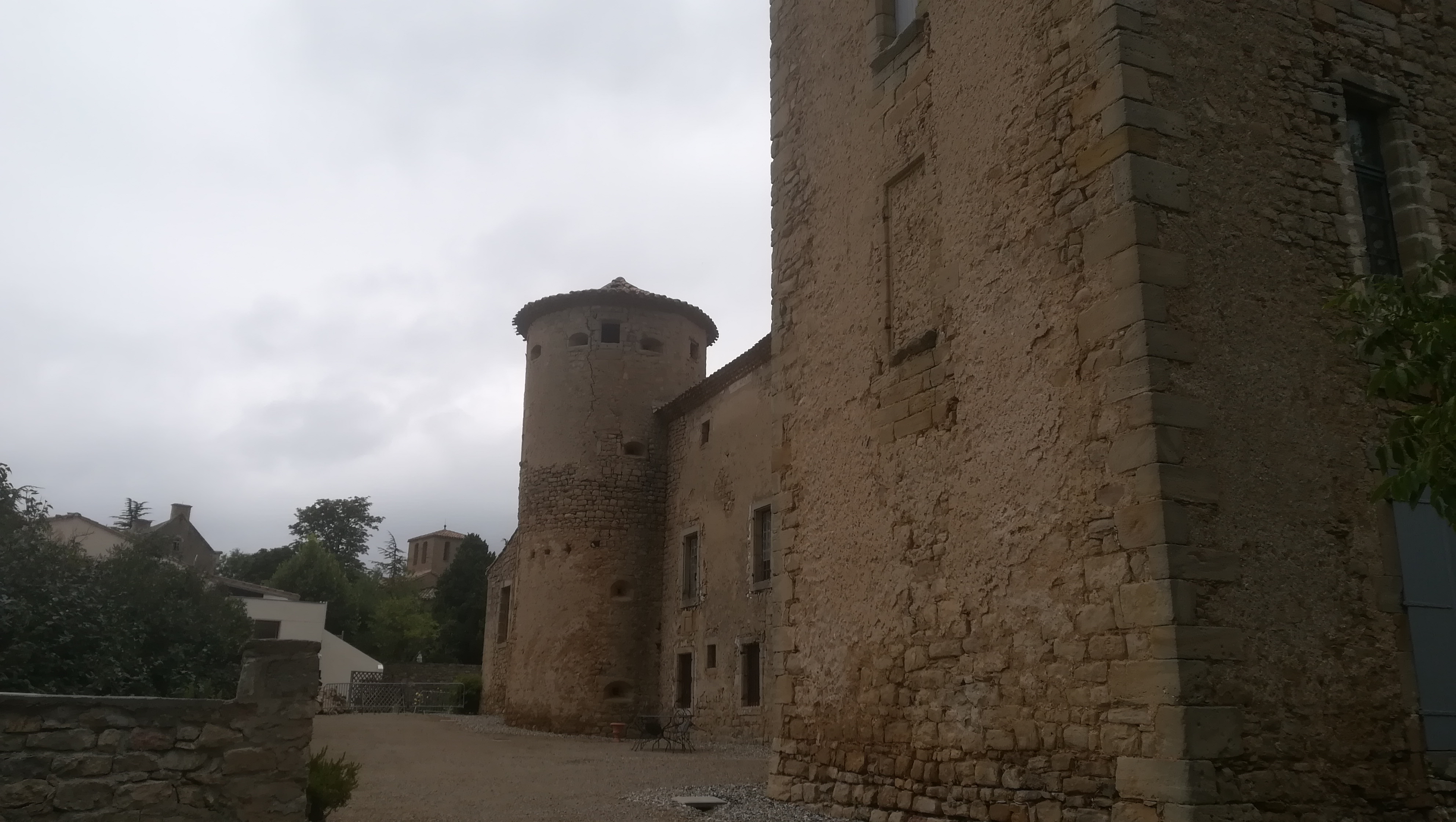
Façade principale.
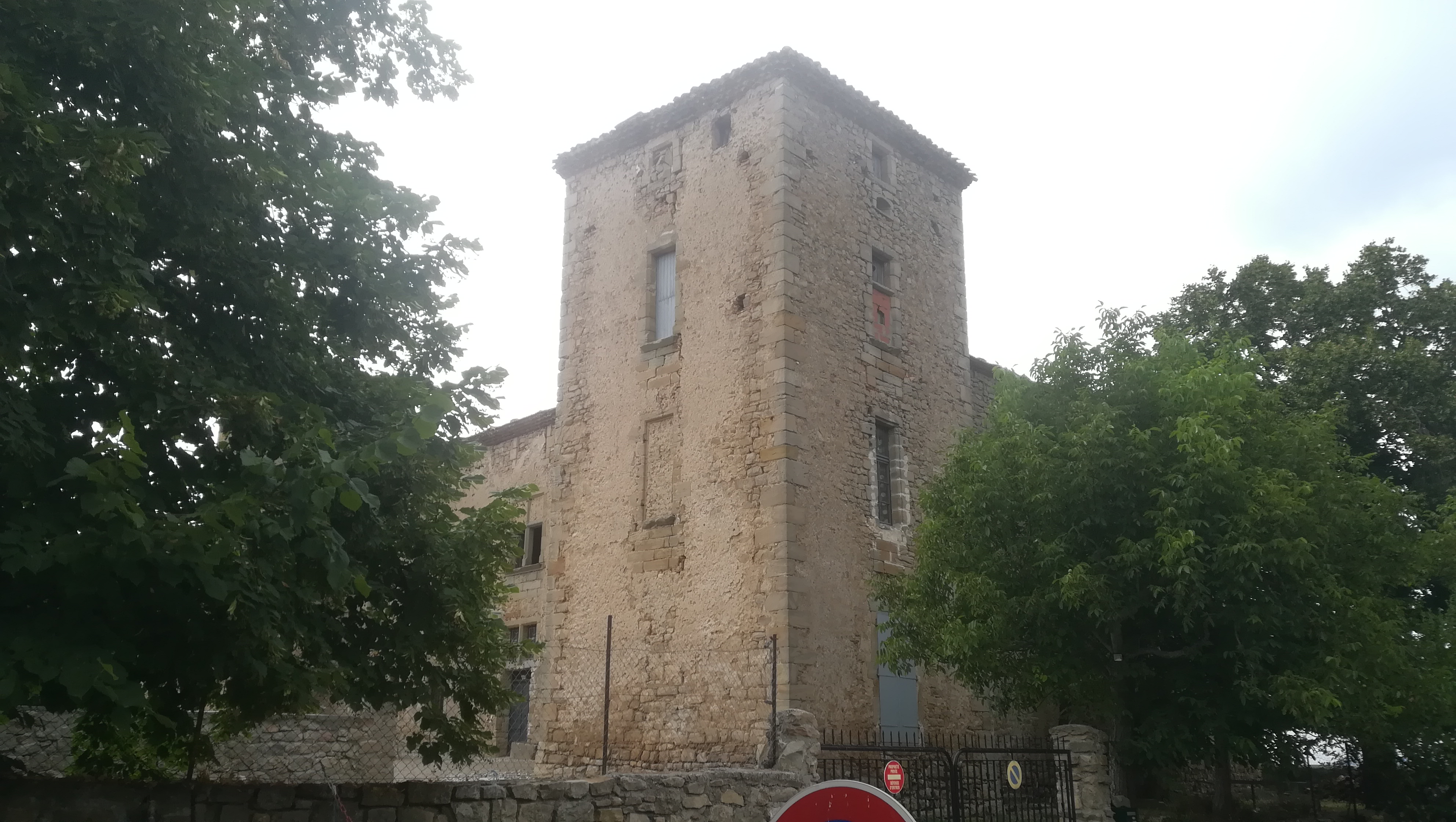
Tour carrée.
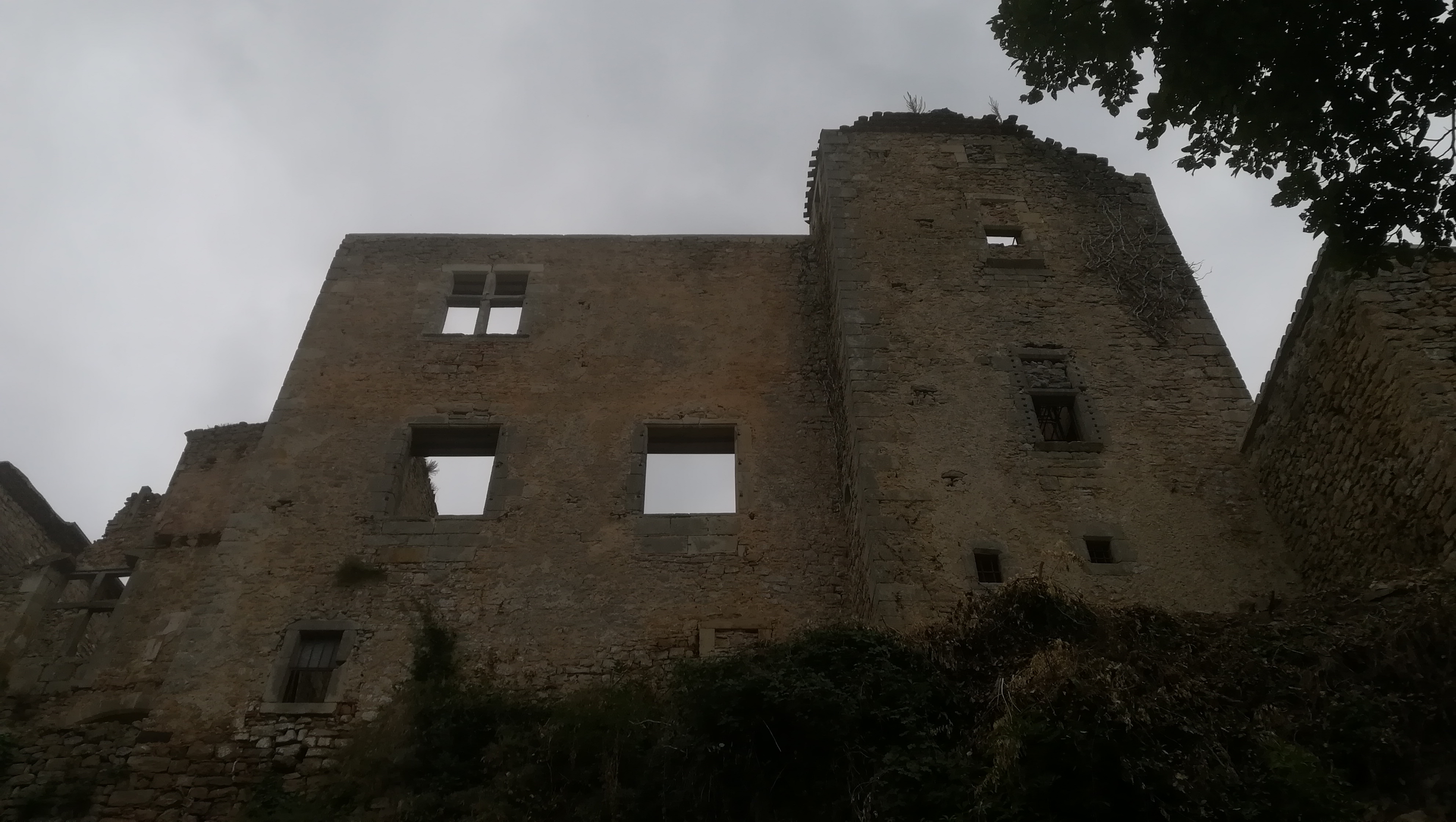
Vue depuis l'arrière.